# Kakofemizmus
A kakofemizmus valamely szó vagy kifejezés helyett egy másik, hasonló értelmű, de töltetében durvább vagy becsmérlőbb szó vagy kifejezés használata. A fogalom így az eufemizmus ellentéte. A szó görög eredetű, gyöke a kakosz (κακός, 'rossz') és a phémi (φήμη, 'beszéd', 'hírnév') szavakból képződik. Magyar megfelelői lehetnek: nyelvi durvaság, kendőzetlenség, indulatosság.

## Példák
- Vettem háromszázért valami kínai szart, de már az első mosásban szétment. – A beszélő nyilván ruhát, nem pedig ürüléket vett, de a kakofemizmus segítségével hangsúlyozza, hogy a termék silány minőségű volt.

- Agyoncsaplak, ha elmondod Rozinak, mit vettem neki karácsonyra. – Feltehetőleg a beszélő valójában nem tettlegességgel fenyegeti partnerét, csak a titoktartás fontosságára hívja fel a kakofemizmus segítségével.

- Kovács az ügyvédi keresetéből vett Siófokon egy háromszintes vityillót. – A 'vityilló' itt kakofemizmus (a villa helyettesítése egy, az értéktelenségre és csekélységre utaló szóval), ironikus kiemeléseként annak, hogy az ingatlan valójában drága és jó minőségű.